# Gustav Troger
Gustav Troger, nacido el año 1951 en Kohlschwarz, es un escultor y pintor austríaco.
Desde el año 1989 reside en Los Ángeles (California) y Graz.

## Datos biográficos

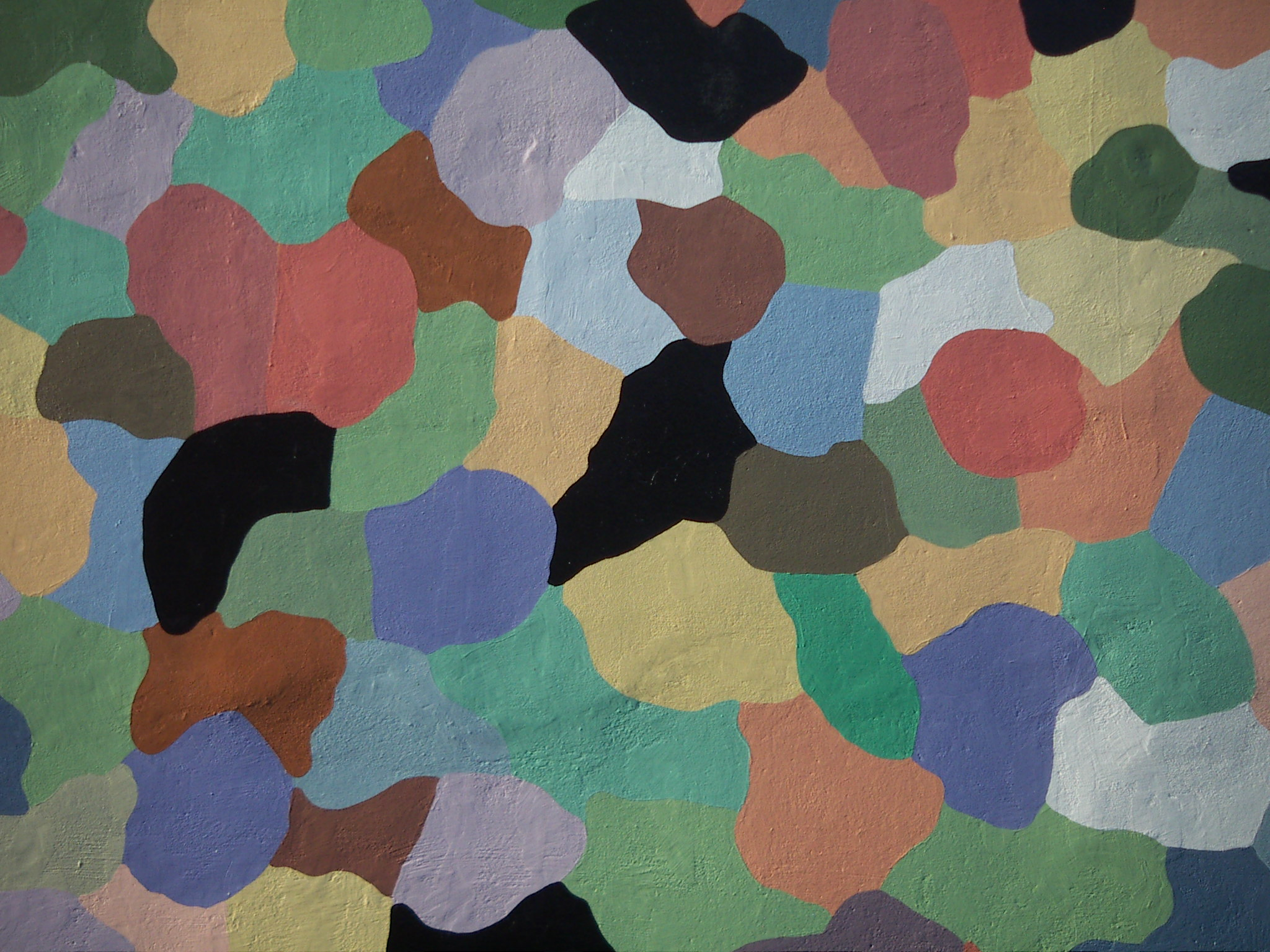
Iglesia Parroquial de San Leonhard en Feldbach, Malerei am Glockenturm (detalle) (1987)
Pulsar sobre la imagen para ampliar.

### Premios
- 1982 Premio de Arte de la Provincia de Estiria
- 1987 Premio Otto Mauer
- 1992 Subvención del Estado (Staatsstipendium)
- 2002 Premio de Apreciación de las Bellas Artes del Estado de Estiria

### Obras
- pintura de la torre del campanario de la iglesia parroquial de San Leonhard en Feldbach
- 1988 altar, ambón, candelabros de la Iglesia del Sagrado Corazón en Graz